# Giordana Duca

a Compétitions nationales et continentales officielles uniquement.

b Matchs officiels uniquement.
Giordana Duca, née le 18 septembre 1992 à Frascati (Italie), est une joueuse internationale italienne de rugby à XV évoluant au poste de deuxième ligne. Elle joue au Valsugana Padoue.

## Biographie
« Giordi » Duca pratique la natation pendant neuf ans avant de commencer le rugby à XV en 2010 avec le club romain de Frascati, sa ville natale. Âgée de dix-huit ans, elle est immédiatement repérée par la fédération qui la convoque à un rassemblement. Elle est appelée à plusieurs reprises, mais sans jamais être sélectionnée.[réf. nécessaire]
En 2011, elle n'a pas encore vingt ans et souhaite vivre une expérience à l'étranger : elle part jouer au Rugby Sassenage Isère en compagnie de Melissa Bettoni qui avait déjà des contacts avec le club. Elles vivent une saison très difficile (une seule victoire) mais accumulent beaucoup de temps de jeu.
Giordana Duca retourne à Frascati puis la saison suivante elle signe avec le club romain des Red & Blu qui disparait deux ans plus tard. Elle rejoint à nouveau Frascati et connait sa première sélection en équipe d'Italie, face à l'Angleterre lors du Tournoi des Six Nations 2018. Pour son premier Six Nations, elle dispute quatre matchs.
Elle fait ensuite une année avec l'Union Capitolina avant d'être recrutée par le Valsugana Padoue où elle remporte ses premiers titres nationaux.[réf. nécessaire]
Après avoir participé à la Coupe du monde 2021, Giordana Duca est convoquée pour disputer la première édition du WXV. Début 2024, elle fait partie des joueuses mises sous contrat par la fédération italienne puis elle est naturellement convoquée pour le Six nations dont elle dispute tous les matchs. Avec son club, elle est battue en finale du championnat italien par Villorba (12-19).
En 2024-2025, elle est sélectionnée pour le WXV où elle est titularisée à trois reprises. Son contrat fédéral est reconduit au mois de février.

## Palmarès
- Vainqueur du Championnat d'Italie en 2022 et 2023.
- Finaliste du championnat d'Italie en 2024.